# Litla Baula
Litla Baula är en bergstopp i republiken Island. Den ligger i regionen Västlandet, 90 km norr om huvudstaden Reykjavík. Toppen på Litla Baula är 825 meter över havet.
Trakten runt Litla Baula är nära nog obefolkad, med mindre än två invånare per kvadratkilometer. Det finns inga samhällen i närheten. Trakten runt Litla Baula består i huvudsak av gräsmarker.